# 国立映画アーカイブ
国立映画アーカイブ（こくりつえいがアーカイブ、英語: National Film Archive of Japan, NFAJ）は、独立行政法人国立美術館が運営する、日本で唯一の国立映画機関である。

## 概要
京橋本館、および相模原分館から構成される。
- 京橋本館：東京都中央区京橋3-7-6
- 相模原分館：神奈川県相模原市中央区高根3-1-4

東京国立近代美術館フィルムセンターから2018年4月に改組し、日本で6館目の国立美術館、国立映画アーカイブとして開館した。「映画を残す、映画を活かす。」をミッションに、映画を保存・公開する拠点としての機能、映画に関するさまざまな教育拠点としての機能、映画を通した国際連携・協力の拠点としての機能を三つの柱として活動を行う。映画フィルムや映画関連資料を可能な限り収集し、その保存・研究・公開を通して映画文化の振興をはかることを目的とする日本最大のフィルムアーカイブである。

## 沿革
- 1952年（昭和27年）- 文部省設置法（法律第168号）により国立近代美術館（昭和42年以降は東京国立近代美術館）が設置され、事業課普及広報係の事業の一つとして、国立機関としては初めて映画事業（フィルム・ライブラリー）が開始される。建物は東京・京橋の旧日活本社ビルを改装工事して利用。
- 1970年（昭和45年）- 東京国立近代美術館フィルムセンター開館。
- 1984年（昭和59年）9月3日 - フィルムセンター5階より出火し、建物の一部と外国映画フィルムの一部320作品を焼失（フィルムセンター火災）。
- 1986年（昭和61年）- フィルムセンター相模原分館（現「映画保存棟I」）が竣工。
- 1989年（平成1年）- 国際フィルムアーカイブ連盟にオブザーバーとして加盟。
- 1993年（平成5年）- 国際フィルムアーカイブ連盟に正会員として加盟。
- 1995年（平成7年）- フィルムセンターを新たに開館（現 国立映画アーカイブ本館）。
- 2011年（平成23年）- 相模原分館に増築棟（現「映画保存棟II」）を竣工。
- 2014年（平成26年）- 相模原分館に重要文化財映画フィルム等を専用に保管する「映画保存棟III」を竣工。
- 2018年（平成30年）- 独立行政法人国立美術館の6番目の館「国立映画アーカイブ」として設立[3]。

## 京橋本館
2つの上映ホールと展示室、図書室を備えた公開施設である。

### 2F 長瀬記念ホール OZU／B1F 小ホール
監督、俳優、製作国、ジャンル、時代など、多様なテーマにあわせた特集上映を行っている。
ホール概要
2F 長瀬記念ホール OZU
- 座席数：310
- 床面積：306 m2
- スクリーン（布地）：4.60 m×9.70 m
  - スタンダード (1:1.37)：4.00 m×5.50 m
  - ヨーロピアン・ビスタ (1:1.66)：4.00 m×6.64 m
  - アメリカン・ビスタ (1:1.85)：4.00 m×7.40 m
  - シネマスコープ (1:2.35)：4.00 m×9.40 m
- 映写機：Kinoton FP75ES（70 mm/35 mm兼用2台）、Kinoton FP38E（16 mm専用にカスタマイズしたもの2台）、NEC製NC3240S 4Kプロジェクター
- 映写距離：23.00 m
- 備考：ホール名は当館の大口寄付団体である長瀬映像文化財団および映画監督の小津安二郎にちなむ[5]。

B1F 小ホール
- 座席数：151
- 床面積：190 m2
- スクリーン（布地）：3.30 m×8.70 m
  - スタンダード (1:1.37)：3.00 m×4.11 m
  - ヨーロピアン・ビスタ (1:1.66)：3.00 m×4.98 m
  - アメリカン・ビスタ (1:1.85)：3.00 m×5.55 m
  - シネマスコープ (1:2.35)：3.00 m×7.05 m
- 映写機：Kinoton FP38E（35 mm/16 mm兼用2台）、NEC製NC3200S 2Kプロジェクター
- 映写距離：16.60 m

### 7F 展示室
映画のポスター、写真から映画機材、映画人の遺品まで、映画関連資料を用いた展覧会を行う。常設展「NFAJコレクションでみる 日本映画の歴史」では当館の貴重な所蔵資料によって日本映画の豊かな歴史を紹介、企画展ではさまざまな切り口から映画文化を発信し、関連のトークイベントなども開催している。

### 4F 図書室
映画図書を専門としており、和・洋書の単行本、国内外の映画祭図録や映画雑誌を閲覧室で読むことができる。複写サービスや、デジタル化した映画資料をタッチパネルモニターで全ページ閲覧できる「デジタル資料閲覧システム」も利用できる。

## 相模原分館
神奈川県相模原市中央区にあるキャンプ淵野辺跡地に位置しており、映画フィルム及び映画関連資料を24時間空調システムによる管理のもと、適切な温湿度環境で安全に保護するとともに、映画フィルムの検査やデータの採取、出入庫作業などを行っている。
保存庫を主とした3棟の映画保存棟があり、映画保存棟Ⅰには映写ホールが付設され検査用の業務試写に加え、近隣施設との連携事業などを行っている。映画保存棟Ⅱでは、映画関連資料の保管も行うとともにビネガー・シンドローム対策や厳重なセキュリティ態勢を整えている。映画保存棟Ⅲは、重要文化財指定フィルムなどを主に保管している。

## 刊行物
館が行う事業や企画の解説などを掲載する機関誌「NFAJニューズレター」（季刊。1995年から2018年3月までは、「NFCニューズレター」として刊行）を発行している。

## 所蔵品

### 所蔵映画フィルム数
（2020年2月末時点）
- 日本映画72,443本
- 外国映画10,503本
- 計82,946本

### 所蔵映画関連資料数
（2020年3月末時点）
- 映画関係図書（和書）44,591点
- 映画関係図書（洋書）5,478点
- シナリオ約48,000点
- ポスター約61,000点
- スチル写真約760,000点
- プレス資料　約74,000点
- 技術資料　約700点

### 文化財
重要文化財
- 『紅葉狩』（35 mm可燃性デュープネガ・フィルム、342フィート13コマ）
- 『史劇 楠公訣別』（35 mm可燃性オリジナル・ネガフィルム、1,053フィート）
- 『小林富次郎葬儀』（35 mm可燃性オリジナル・ネガ1巻［436フィート13コマ］、35 mm可燃性上映用ポジ1巻［444フィート13コマ］）

※以上の重要文化財のフィルムは相模原分館が保管している。